# Villa Giustinian
Villa Giustinian è una villa veneta di Conegliano, situata nell'area di Calpena (al confine colla frazione di Ogliano) poco distante da Villa Paccagnella e dal Lago di Pradella. Il suo complesso guarda sulla piana antistante, dove scorre il Monticano, con vista sul quartiere della Madonna di Lourdes e sul lato nord del Colle di Giano.

## Storia
Villa Giustinian fu edificata nella seconda metà del XVII secolo come residenza gentilizia dal marchese Agostino Soaver; la famiglia Giustinian, ascritta al patriziato veneziano e la più nobile a cui la casa appartenne, le diede il proprio nome.
Oggi la villa, in buono stato di conservazione, è ancora una residenza privata.

## Descrizione
La villa si compone di più corpi. Quello centrale, adibito ad abitazione gentilizia e rivolto verso la vallata antistante (dove scorre il Monticano) e verso il Colle di Giano, si compone di due livelli più un blocco centrale rialzato e sovrastato da timpano, contenente un affresco con lo stemma della famiglia Giustinian. Tutto il sottotetto è percorso da un largo cornicione dentellato.
Gli altri edifici, di diverse forme e di dimensioni minori, ricalcano con eleganza gli stilemi dell'architettura rurale dei colli coneglianesi.
Villa Giustinian possiede una cappella privata autonoma dedicata a Sant'Antonio, posta a lato del corpo centrale: la facciata a capanna dell'edificio sacro si caratterizza per la presenza di un grande frontone dentellato, poggiante ai lati su due grossi pilastri; la forometria di tale prospetto consta di una finestrella a mezza luna e di un portale rettangolare.